# Habershonia
Habershonia là một chi bướm đêm thuộc họ Erebidae.